# 한호 필적-석봉진적첩
한호 필적-석봉진적첩(韓濩 筆蹟-石峰眞蹟帖)은 서울특별시 용산구 국립중앙박물관에 있는 조선시대의 서첩이다. 2010년 1월 4일 대한민국의 보물 제1078-2호로 지정되었다.

## 개요
이들 서첩은 선조연간의 명필 석봉(石峯) 한호(韓濩, 1543-1605)가 쓴 노년필적을 모은 것이다. 모두 3첩 1질이다. 그중 제1, 2첩에는 그가 가평군수(加平郡守)에서 해직된 뒤인 1602년과 흡곡현령(翕谷縣令)으로 재직하던 1604년 사이에 쓴 필적이 실려 있다. 제1첩 「제한경홍서첩후서(題韓景洪書帖後序)」 말미에 “임인칠월망일서(壬寅七月望日書)[석봉(石峯)]”, 제2첩「세설신어(世說新語) 구절」 말미에 “갑진사월팔일서(甲辰四月八日書)[石峯(석봉)]”, 「축경조추흥팔수위왕명보제(祝京兆秋興八首爲王明輔題)」 말미에 “만력삼십이년세재갑진사월구일서우학림현재(萬曆三十二年歲在甲辰四月九日書于鶴林縣齋) "石峯(석봉)"”이란 필사 시기가 쓰여 있으며, 모두 아홉 군데에 "석봉(石峯)"이란 인장이 찍혀 있다. 내용은 간이당(簡易堂) 최립(崔岦,1539~1612) 등 가까운 친우들이 지어준 시문, 본인의 자작시, 그가 애호하던 중국 시문이다.
흑지나 감지에 금니로 해서(楷書)·행서(行書)·초서(草書)로 다양하게 썼다. 제3첩은 「설상청정경(說常淸淨經)」이란 도교경전을 필사한 것으로 필사 시기는 미상이다.
이들 서첩을 쌓은 질(帙)에는 “한경홍진적(韓景洪眞蹟)” “포졸당진장(抱拙堂珍藏)”이라 쓰여있고 수장(收藏)에 관한 조맹부(趙孟頫)의 교훈적인 글귀가 쓰여 있으며 "포졸당(抱拙堂)", "김광국장(金光國章)" "원빈씨(元賓氏)"라는 인영이 있어 18세기의 유명한 서화수장가 석농(石農) 김광국(金光國, 1725~?)이 수장했음을 알 수 있다. 또 각 첩의 앞뒤 이면에는 김광국의 소장인(所藏印) 네 가지가 찍혀 있다. 이처럼 이 「석봉진적」 3첩 1질은 지금까지 알려진 한호의 필적 가운데 단연 최고로서 다양한 서체로 쓰였고, 말년의 원숙한 서풍을 보이며, 김광국이라는 서화수장가의 안목을 거쳤다는 점에서 가치가 매우 높다.

## 같이 보기
- 한호
- 김광국

## 참고 자료
- 한호 필적-석봉진적첩 - 국가유산청 국가유산포털